# پیناکول
پیناکول (به انگلیسی: Pinacol) با فرمول شیمیایی C6H14O2 یک ترکیب شیمیایی با شناسه پاب‌کم ۱۶۴۸۰۵ است. که جرم مولی آن ۱۱۸٫۱۷۴ گرم بر مول می‌باشد. شکل ظاهری این ترکیب، جامد سفید است. پیناکول گونه‌ای از دی‌ال محسوب می شود که دو گروه هیدروکسیل در موقعیت مجاور نسبت به هم قرار دارند.

## فرآوری
این ترکیب از طریق واکنش جفت‌شدن پیناکول استون به وجود می آید: